# Мая Мітчелл
Мая Мітчелл (англ. Maia Mitchell, нар. 18 серпня 1993, Лісмор, Новий Південний Уельс, Австралія) — австралійська акторка та співачка, яка відома ролями в телесеріалах «Непокірна», «Фостери».

## Біографія
Народилася у Лісморі, Новий Південний Уельс, Австралія в родині водія таксі та співробітниці в системі освіти. Вона навчалася в місцевому Католицькому коледжі Святої Трійці. У неї є молодший брат Чарлі.

## Кар'єра
Мая дебютувала на телеекрані у 12 років. Її перша роль була в австралійському серіалі «Непокірна», в якому юна акторка зіграла сусідку головної героїні Тейлор Фрай (Марні Кеннеді). Після цієї роботи вона приєдналась до основного складу телепроєкту «У пастці», а згодом з'явилась у його сіквелі «Вигнанець». У 2013 Мая була затверджена на роль у драматичному серіалі «Фостери». У тому ж році вона з'явилась у фільмах «Літо. Пляж. Кіно» та «Філософи».
У 2014 акторка брала участь в озвученні героя мультсеріалу «Джек та пірати Небувалії», після чого вона знялась у другій частині фільму «Літо. Пляж. Кіно». У 2015 Мая була затверджена на роль у драмі «Спекотні літні ночі».

## Фільмографія
| Рік       |    | Українська назва         | Оригінальна назва               | Роль                     |
| --------- | -- | ------------------------ | ------------------------------- | ------------------------ |
| 2006—2007 | с  | Непокірна                | Mortified                       | Бріттані Флюн            |
| 2008—2009 | с  | У пастці                 | Trapped                         | Наташа Гамільтон         |
| 2010      | с  | К-9                      | K9                              | Тафоні                   |
| 2011      | с  | Вигнанець                | Castaway                        | Наташа Гамільтон         |
| 2011      | с  | Зомбі та черлідери       | Zombies and Cheerleaders        | Еддісон                  |
| 2013      | ф  | Філософи                 | The Philosophers                | Біатріс                  |
| 2013      | ф  | Літо. Пляж. Кіно         | Teen Beach Movie                | Мак                      |
| 2013      | с  | Дісней 365               | Disney 365                      |                          |
| 2013—2017 | с  | Фостери                  | The Fosters                     | Каллі Квінн Адамс Фостер |
| 2013—2014 | с  | Джессі                   | Jessie                          | Шейлі Майклз             |
| 2014      | мс | Джек та пірати Небувалії | Jake and the Never Land Pirates | Венді Дарлінг            |
| 2015      | ф  | Літо. Пляж. Кіно 2       | Teen Beach 2                    | Мак                      |
| 2016      | мс | Лев-охоронець            | The Lion Guard                  | Джасірі                  |
| 2017      | ф  | Спекотні літні ночі      | Hot Summer Nights               | Емі                      |
| 2019—2023 | с  | Приємні клопоти          | Good Trouble                    | Келлі Адамс Фостер       |
| 2025      | ф  | До світанку              | Until Dawn                      | Мелані                   |